# San José del Alto (distrito)
San José del Alto é um distrito do Peru, departamento de Cajamarca, localizada na província de Jaén.

## Transporte
O distrito de San José del Alto é servido pela seguinte rodovia:
- PE-2B, que liga a cidade de Bellavista ao distrito de Sondor (Região de Piura) [1][2][3]